# Johan Nilsson (redaktör)
Johan Nilsson (i riksdagen kallad Nilsson i Malmö), född 1 april 1874 i Bromma församling, Malmöhus län, död 15 mars 1965 i Malmö, var en svensk redaktör och politiker (socialdemokrat). 
Nilsson var 1902–1906 ombudsman för Järn- och metallarbetareförbundet och blev 1906 medarbetare i tidningen Arbetet i Malmö. Han var 1905–1917 sekreterare och från 1918 ordförande för socialdemokraternas skånedistrikt, ledamot av Malmö stadsfullmäktige 1911–1938 och av folkskolestyrelsen 1911–1923. 
Nilsson var ledamot av riksdagens andra kammare 1917 och från urtima riksdagen 1919 ledamot av första kammaren, invald i Malmöhus läns valkrets. I riksdagen tillhörde han statsutskottet från 1918, arbetstidsutskottet 1919, särskilt utskott för behandling av fattigvårdslagen 1920 samt försvarsutskottet 1924–25, 1936 och 1942. Han var ledamot av försvarsrevisionen 1919–23, statsrevisor 1924–27 samt ledamot av sakkunniga för utredning angående luftvärnet 1932 och civilt luftskydd 1936.
Som tidningsman deltog Nilsson livligt i olika pressorganisationers verksamhet; han var från 1910 styrelseledamot och från 1919 ordförande i Journalistföreningens södra krets och därjämte sedan samma år ledamot av Journalistföreningens centralstyrelse.